# Junkers W 34
Junkers W 34 – jednosilnikowy, całkowicie metalowy, niemiecki samolot pasażerski i transportowy skonstruowany w latach 20. XX w. Eksportowany do wielu krajów; w czasie II wojny światowej wykorzystywany przez Luftwaffe jako maszyna szkolna. Nosił oznaczenie wojskowe K 34.

## Historia

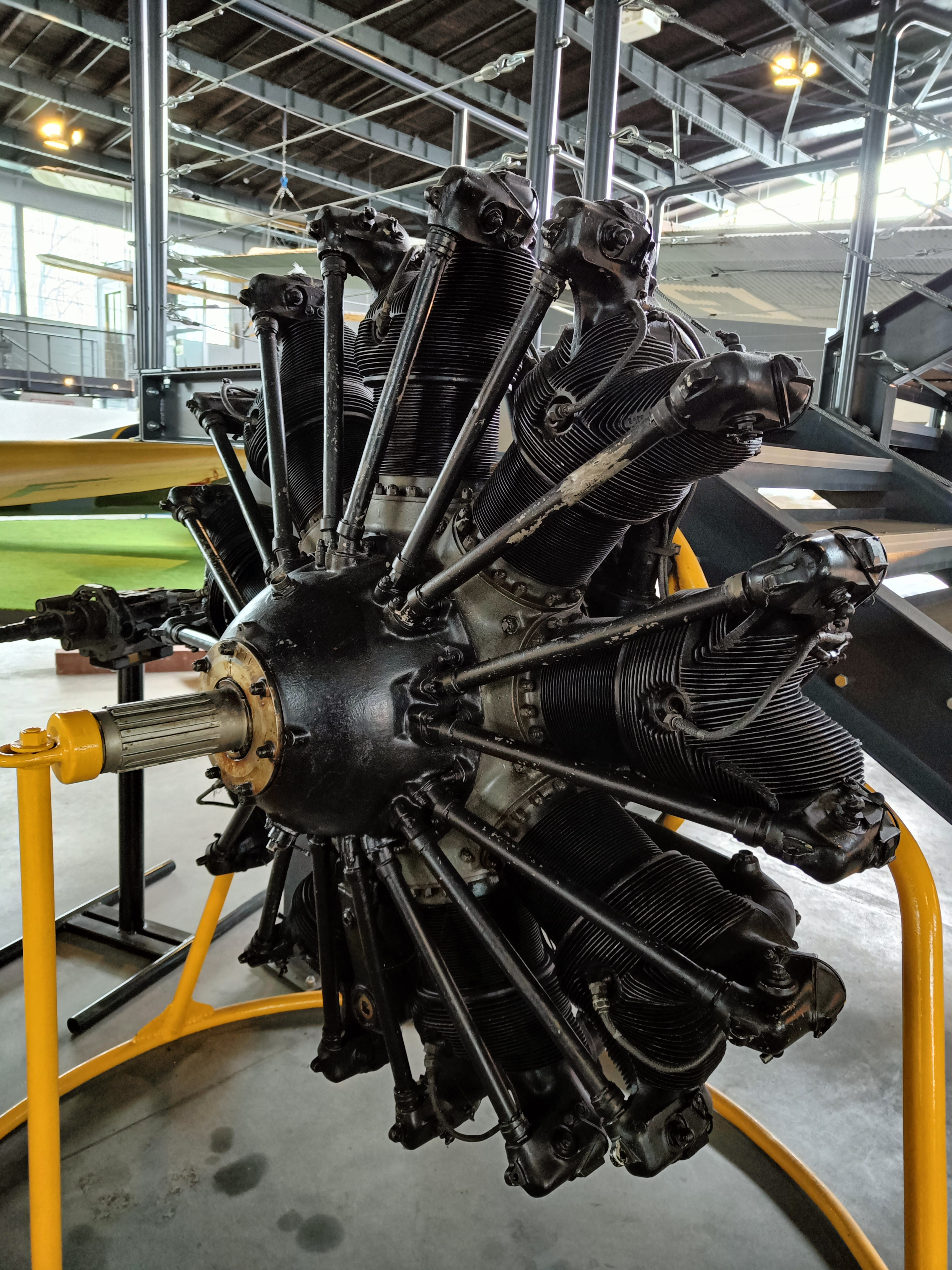
Silnik BMW 132 eksponowany w MLP w Krakowie

W 34 powstała na bazie modelu W 33. Został wcielony do służby w 1926 roku. Jako samolot pasażerski mógł zabrać na pokład pilota i 5 (6 w późniejszych wersjach) pasażerów. W 1928 roku Junkers W 33 z chłodnicą chłodzoną wodą przeleciał nad Atlantykiem z Europy do USA, lądując na Greenly Island na Labradorze po 37 godzinach lotu. 26 maja 1929 egzemplarz wersji W 34 be/b3e (z silnikiem Bristol Jupiter VII) pobił rekord wysokości lotu, osiągając 12,739 m. Pilotował go Friedrich W. Neuenhofen.
Samolot produkowany w wielu wersjach – z różnymi silnikami, typami podwozia oraz wyposażeniem dodatkowym. Łączna produkcja na rynki cywilne wyniosła około 1000 egzemplarzy, 2204 sztuk (wersje W 34 hi i W 34 hau) dostarczono Luftwaffe. Wytwarzane były nie tylko w zakładach Junkersa, ale i na licencji przez wytwórnie Henschel, ATG, Dornier, Arado Brandenburg czy HFB. Jeszcze na początku 1944 armia niemiecka dysponowała 618 egzemplarzami „hi” i 516 „hau”, w większości w szkołach lotniczych, gdzie służyły do treningu pilotów i radiooperatorów.

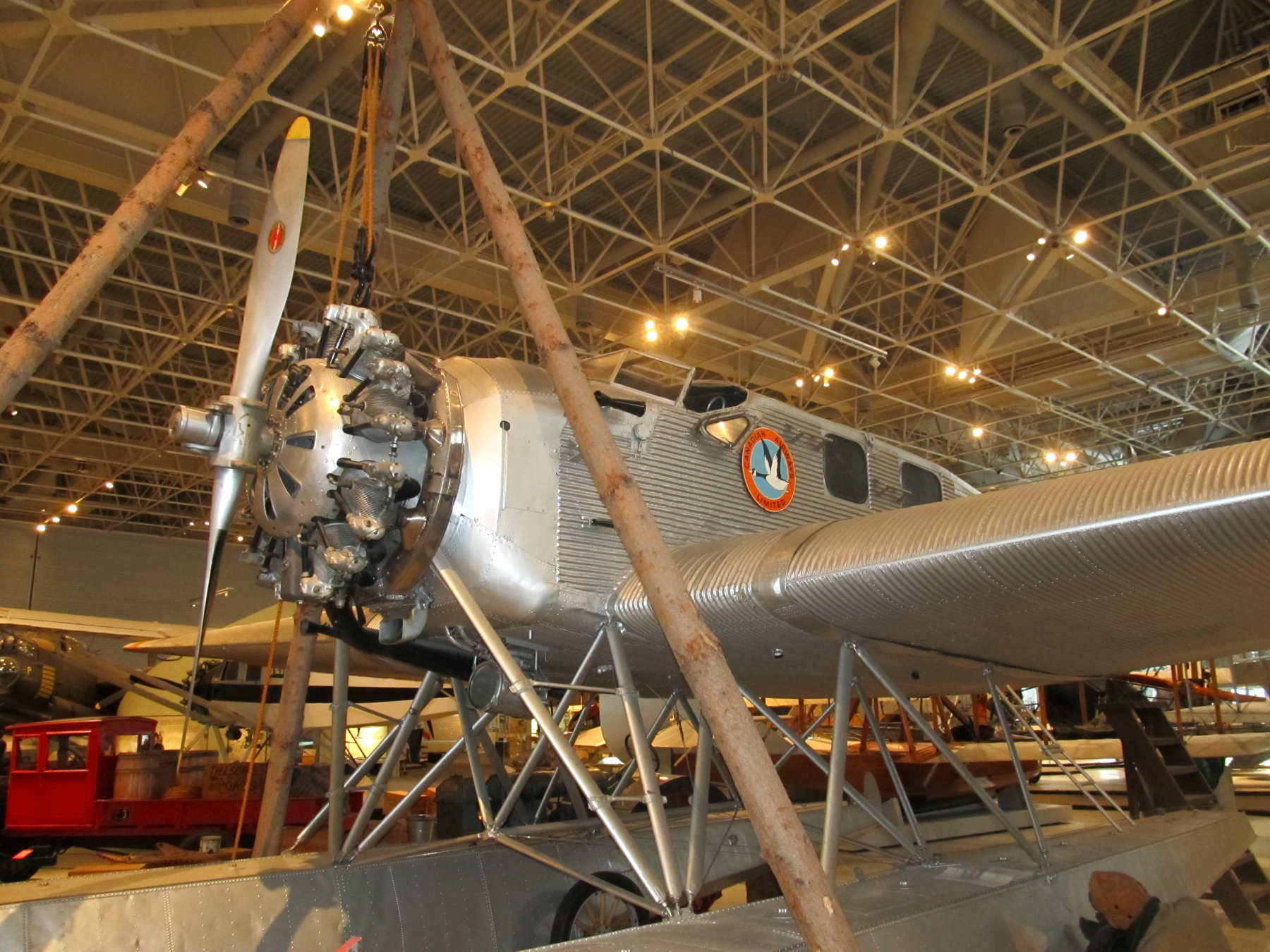
Junkers W 34f/fi

Używany w siłach powietrznych (różne wersje): Argentyny, Boliwii (wykorzystywane w czasie wojny o Chaco), Chin, Hiszpanii, Kanady (również Canadian Airways), Kolumbii (wykorzystywane w czasie wojny kolumbijsko-peruwiańskiej; również SCADTA), Chorwacji, Czechosłowacji (po wojnie, oznaczenie D-43), Finlandii, Niemiec, Norwegii, Papui-Nowej Gwinei, Paragwaju, Portugalii (również lotnictwo marynarki), Południowej Afryki, Szwecji.
Jedyny zachowany na świecie samolot tego typu (Junkers W 34f/fi) znajduje się w Canada Aviation Museum w Ottawie. Został tam przekazany w 1960 roku.